# Globus pallidus

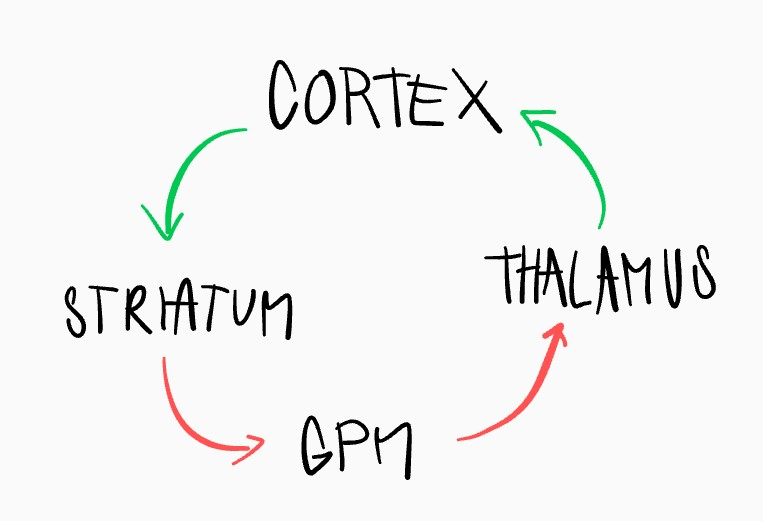
Přímý okruh bazálních ganglií

Globus pallidus (palidum) je podkorová struktura, patřící funkčně i anatomicky mezi bazální ganglia. Skládá se ze dvou částí – globus pallidus lateralis (palidum externum) a globus pallidus medialis (palidum internum). Anatomicky jde o jádro šedé hmoty v bílé hmotě hemisfér.

## Anatomie
Nachází se laterálně od capsula interna. Na globus pallidus medialis a lateralis ho dělí lamina medullaris medialis nuclei lentiformis.

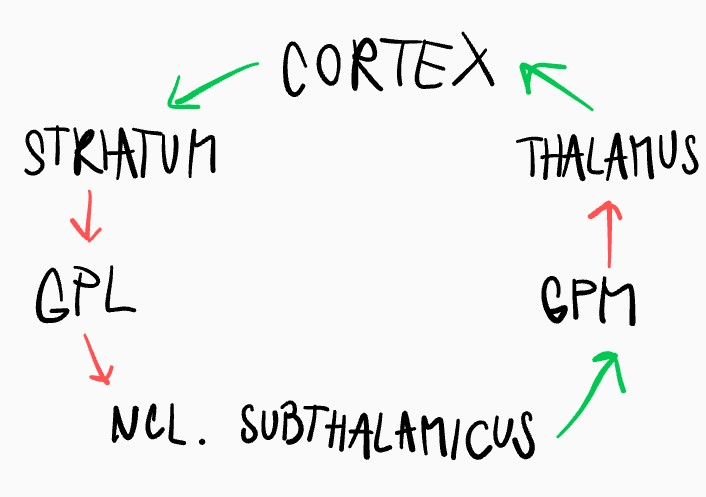
Nepřímý okruh bazálních ganglií

## Funkce
Zapojuje se do okruhů BG, prostřednictvím čehož se podílí na řízení a ovlivňování pohybu, výběr správného motorického vzoru nebo potlačení špatného. Aferentaci přijímá hlavně ze striata (GPL), eferentuje pak hlavně do thalamu (přes GPM).

### Globus pallidus medialis
GPM je výstupním jádrem bazálních ganglií. Je také zapojeno do přímého i nepřímého okruhu bazálních ganglií, má inhibiční funkci na thalamus.

### Globus pallidus lateralis
GPL je vstupním jádrem bazálních ganglií. Je také jádrem vnitřních spojů BG, zapojeno je do nepřímého okruhu.